# Armando Uribe
Armando Uribe Arce, né à Santiago du Chili le 28 octobre 1933 et mort le 22 janvier 2020 dans la même ville, est un poète et écrivain chilien. 
Il fut également diplomate. Il est récompensé du Prix national de littérature en 2004.

## Biographie
En 1942, à huit ans, Armando Uribe entre au collège anglais de l'archevêché de Santiago — collège qui fut vendu en 1944 aux religieux nord-américains de l'Ordre de la Sainte-Croix — où il reste jusqu'en 1950.
Il intégra ensuite l'Université du Chili pour étudier le droit. Il obtint une bourse d'études italienne pour étudier à Rome. Il devint ensuite avocat.
En 1954, son père, spécialiste juridique des questions minières devint ministre des Mines du Chili.
En 1957, il épousa Cecilia Echeverría Eguiguren, avec qui il vivra 44 années, jusqu'à la mort de celle-ci en 2001, victime d'une attaque cardiaque.
Vers mi-1964, il passa un contrat avec l'université du Michigan, pour y donner des cours sur l'« expression nationaliste dans la littérature latino-américaine ».
De 1965 à 1967, il fut conseiller juridique de la Commission chilienne de l'Énergie atomique, où il se spécialisa dans les problèmes du désarmement nucléaire. Il signa, comme plénipotentiaire, le traité d'interdiction des armes nucléaires en Amérique latine.
En 1967, il prit la charge de ministre-conseiller au ministère chilien des Affaires étrangères, et devint dès lors diplomate.
En 1968, il fut nommé ministre-conseiller à l'ambassade du Chili à Washington D.C.
En 1971, il devint premier ambassadeur du Chili à Pékin, jusqu'en 1972.
Il fut déchu en 1974 de la nationalité chilienne par la junte militaire qui régnait sur le pays.

## Œuvres
- Transeúnte pálido, poésie, 1954.
- El engañoso laúd, poésie, 1956.
- De los delitos calificados por el resultado, 1957.
- Los obstáculos, poésie, 1961.
- Una experiencia de la poesía: Eugenio Montale, essai, 1962.
- Pound, essai, 1963.
- Extradición Walter Rauff, 1965.
- Repertorio de palabras de la ley penal chilena, 1965.
- Posesión minera, 1965.
- Los veinte años, 1965.
- Léautaud y el otro, essai, 1966.
- Dominio minero, 1966.
- No hay lugar, poésie, 1971.
- El libro negro de la intervención norteamericana en Chile, essai, 1974.
- Ces messieurs du Chili, 1978.
- Por ser vos quien sois, poésie, 1989.
- Antología de Ezra Pound-Homenaje desde Chile, 1995.
- Alone, la sombra inquieta, 1997.
- Odio lo que Odio, Rabio como Rabio, 1998.
- Carta abierta a Patricio Aylwin, 1998.
- Las brujas de Uniforme, 1998.
- Imágenes quebradas, 1998.
- Los Ataúdes-Las Erratas, 1999.
- Las críticas de Chile, 1999.
- El accidente Pinochet, 1999.
- A Peor Vida, 2000.
- Contra la voluntad, 2000.
- El Fantasma de la sinrazón y el secreto de la poesía, 2001.
- La inquietante extrañez, 2001.
- Verso bruto, 2002.
- Carta abierta a Agustín Edwards, 2002.
- Memorias para Cecilia, mémoire, 2002.
- «Caballeros» de Chile, 2003.
- Diario enamorado, 2003.
- Cabeza de vaca, 2003.
- El criollo en su destierro, 2003.
- Obras reunidas (1951-1989), Tajamar Editores, 2004
- Las críticas en crisis, 2004.
- ¿Qué debo hacer?, 2004.
- 50 Años de Poesía (CD anthologie orale, 3 volumes, éditions Leutun, 2004.
- De muerte, 2004.
- Conversaciones en privado, 2004.
- El viejo laurel, antología poética, Ediciones Tácitas, Santiago 2004; selección y prólogo de Juan Cristóbal Romero
- Desdijo, 2005.
- Insignificantes, 2005.
- Ahorcón, 2005.
- Te amo y te odio, 2005.
- La fe el amor la estupidez, 2006.
- De memoria. By heart. Par cœur, 2006.
- Coloquio del oro y del moro, 2006.
- De nada, diario en verso, 2006.
- Apocalipsis apócrifo, 2006.
- Ídem, 2008.
- Hecho polvo, 2009.
- Vergüenza ajena (antipática, tonta y fea), 2010.
- Baba, Editorial MAGO, 2010.
- Nunc, poésie, 2011 ; illustré par Cecilia Echeverría
- Hastío: o variaciones sobre lo mismo, Universitaria, Santiago, 2011